# Escudo del antiguo hospital de Catí
El Escudo del Antiguo Hospital de Catí, en la comarca del Alto Maestrazgo, en la provincia de Castellón, es un escudo que se ubica en la fachada del antiguo hospital de la población. Está catalogado como Bien de Interés Cultural dentro del  Conjunto Histórico Artístico de la localidad, con anotación ministerial n.º  R-I-51-0011333, y fecha de anotación 22 de marzo de 2005; según consta en la Dirección General de Patrimonio Artístico de la Generalidad Valenciana.

## Descripción histórico-artística
El Antiguo Hospital se encuentra ubicado en el llamado “Raval de les Escoles”, y su fundación puede datarse en el siglo XIV, aproximadamente en  1321. Se trataba de un hospital para el cuidado de enfermos y dotado con tres camas. En el siglo XVIII sufrió una considerable renovación que se encuentra documentada, al igual que ocurrió con la capilla, que fue bendecida el 31 de diciembre de 1739.
Presenta pequeñas proporciones y una considerable pobreza constructiva, pero pese a ello es de gran importancia  ya que es uno de los pocos testimonios que existen de este tipo de arquitectura.
Puede destacarse la hornacina de la fachada la cual albergaba una escultura de la Santísima Trinidad,  hasta 1936. También en la fachada había una espadaña y se conserva, aunque con muy poca calidad, el escudo de la villa.
La fachada se ha conservado hasta la actualidad, utilizándose en estos momentos el edificio como Hogar de Jubilados.